# بورجا سانچز (زاده ۱۹۸۷)
بورجا سانچز (انگلیسی: Borja Sánchez؛ زادهٔ ۱۴ فوریهٔ ۱۹۸۷) بازیکن فوتبال اهل اسپانیا است.
از باشگاه‌هایی که در آن بازی کرده‌است می‌توان به باشگاه فوتبال اوئسکا، باشگاه فوتبال ژیرونا، باشگاه فوتبال پومفرادینا، و باشگاه فوتبال اتلتیکو مادرید بی اشاره کرد.